# Čákiho-Dezőfiho palác

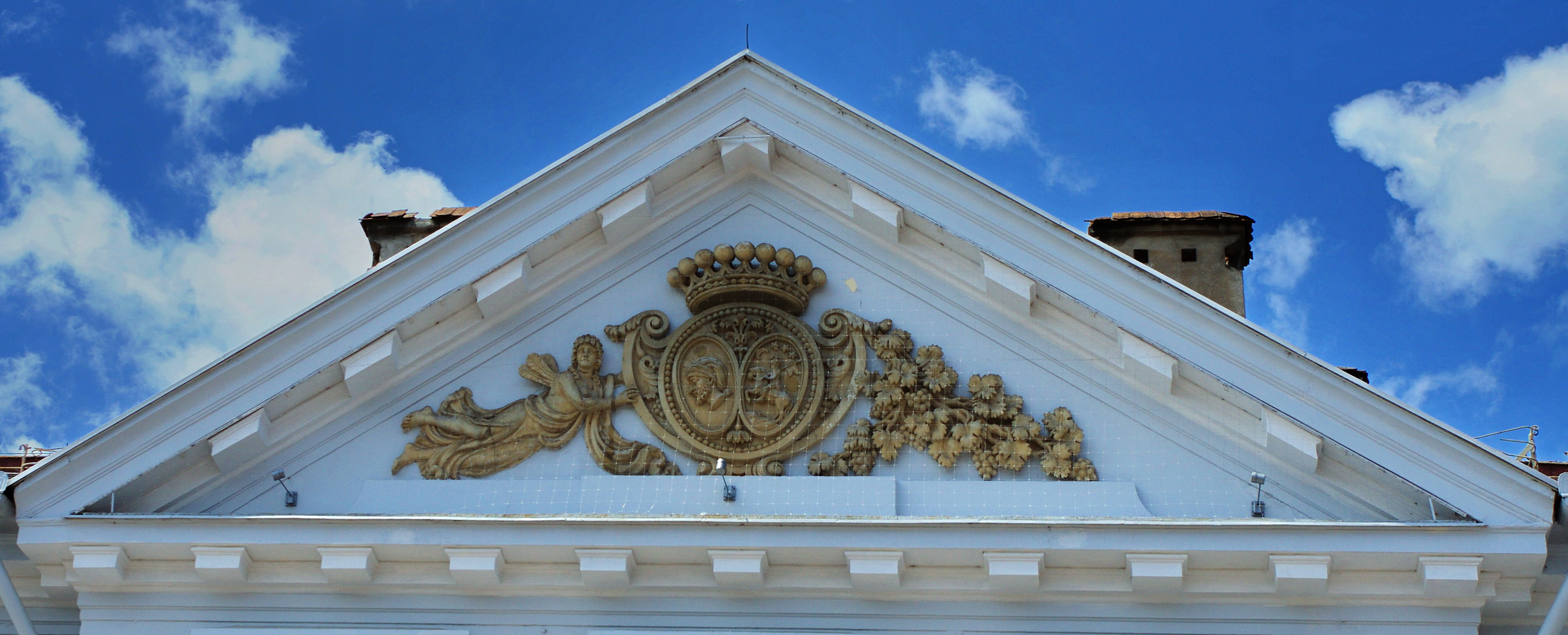
Detail tympanonu paláce s erbem

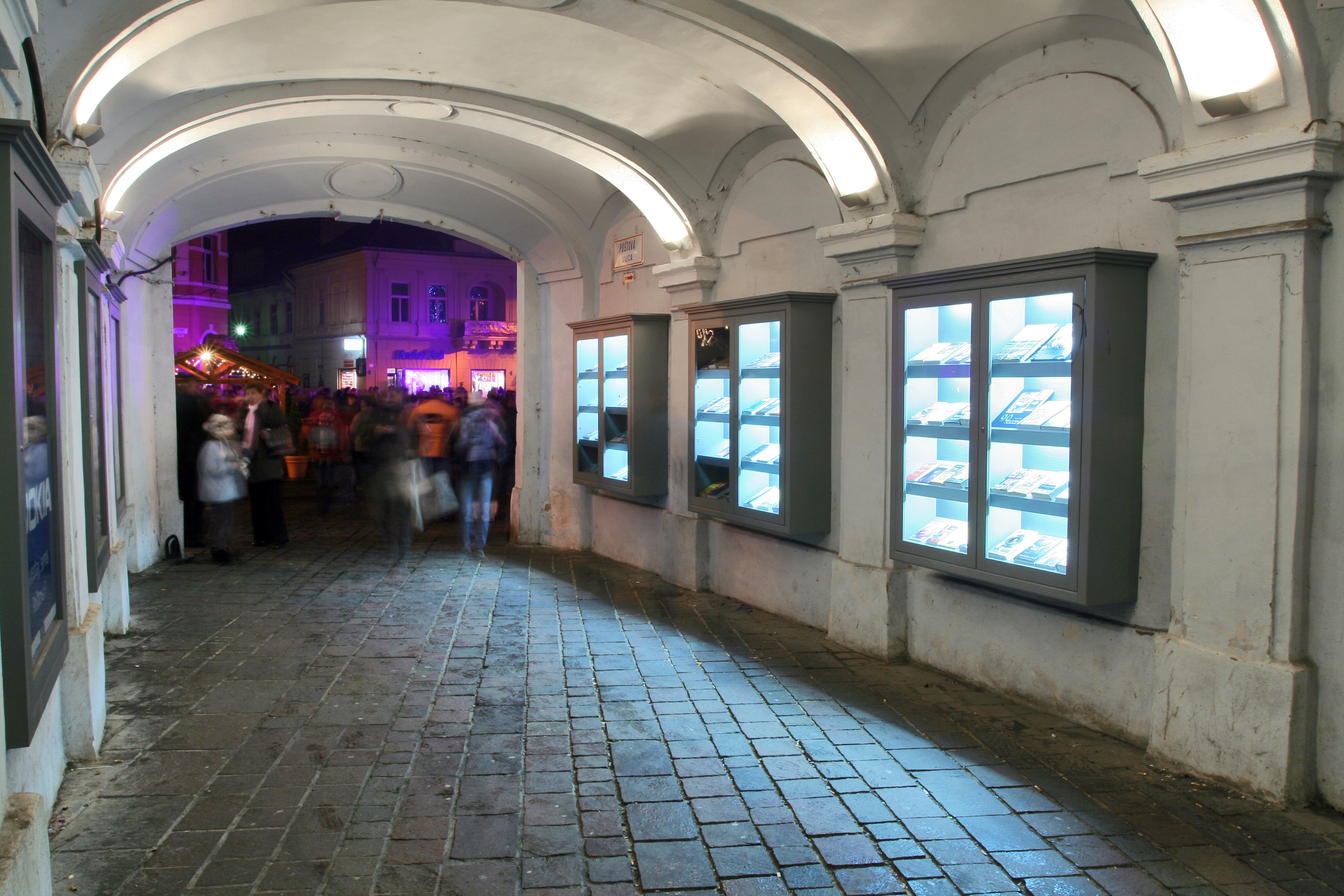
Podchod pod palácem z Hlavního do Poštovní ulice

Čaki-Dezőfiho palác (dříve Csáky(ho)-Dezőfiho palác nebo Csáky(ho)-Dessewfyho palác) je budova v Košicích stojící na rohu Hlavní a Poštovní ulice.

## Dějiny
Palác byl postaven v roce 1807 v klasicistním stylu. Postavit si ho dal hrabě Anton Čáki (1747 – 1806) a na tympanonu je umístěn jeho reliéfní erb spolu s erbem jeho manželky Jozefy Szunyoghy (1759 – 1816). Obvykle se uvádí, že erb na pravé straně patří pozdějším majitelům, tedy Dezőfiům (Dessewffyům), je to však rodový erb Szunyoghyů.
V 40. letech 19. století ho obýval hlavní župan abovské župy. Pak jej převzali Dezőfiové a drželi až do 20. let 20. století.
Jako jeden z nejvýznamnějších paláců města Košice sloužil jako dočasný příbytek pro významné hosty. V roce 1821 zde například přenocoval car Alexandr I. V době maďarské revoluce (červen – srpen 1849) se v paláci zdržel ruský velkokníže Konstantin. V letech 1965 až 1966 byla budova upravena pro potřeby Východoslovenské galerie, která zde sídlila až do roku 1992. Tehdy se sem nastěhoval Ústavní soud Slovenské republiky, který zde sídlil do roku 2007. Budova následně prošla rekonstrukcí a po ní se do paláce nastěhovala prodejna knih.
V roce 1982 byla budova prohlášena za kulturní památku a později byla překlasifikována na národní kulturní památku.